# Westland Aircraft

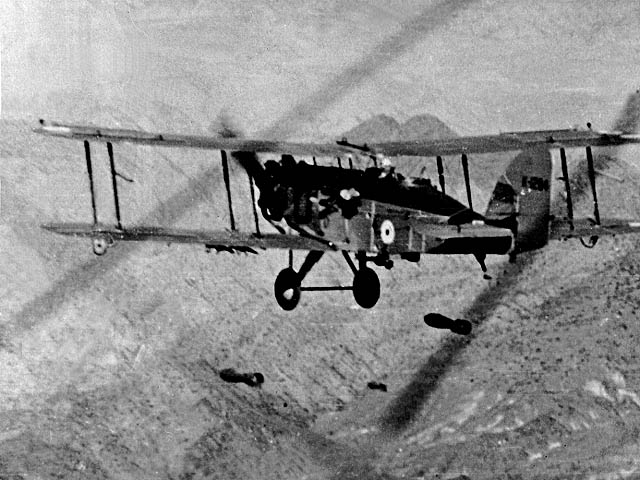
Westland Wapiti

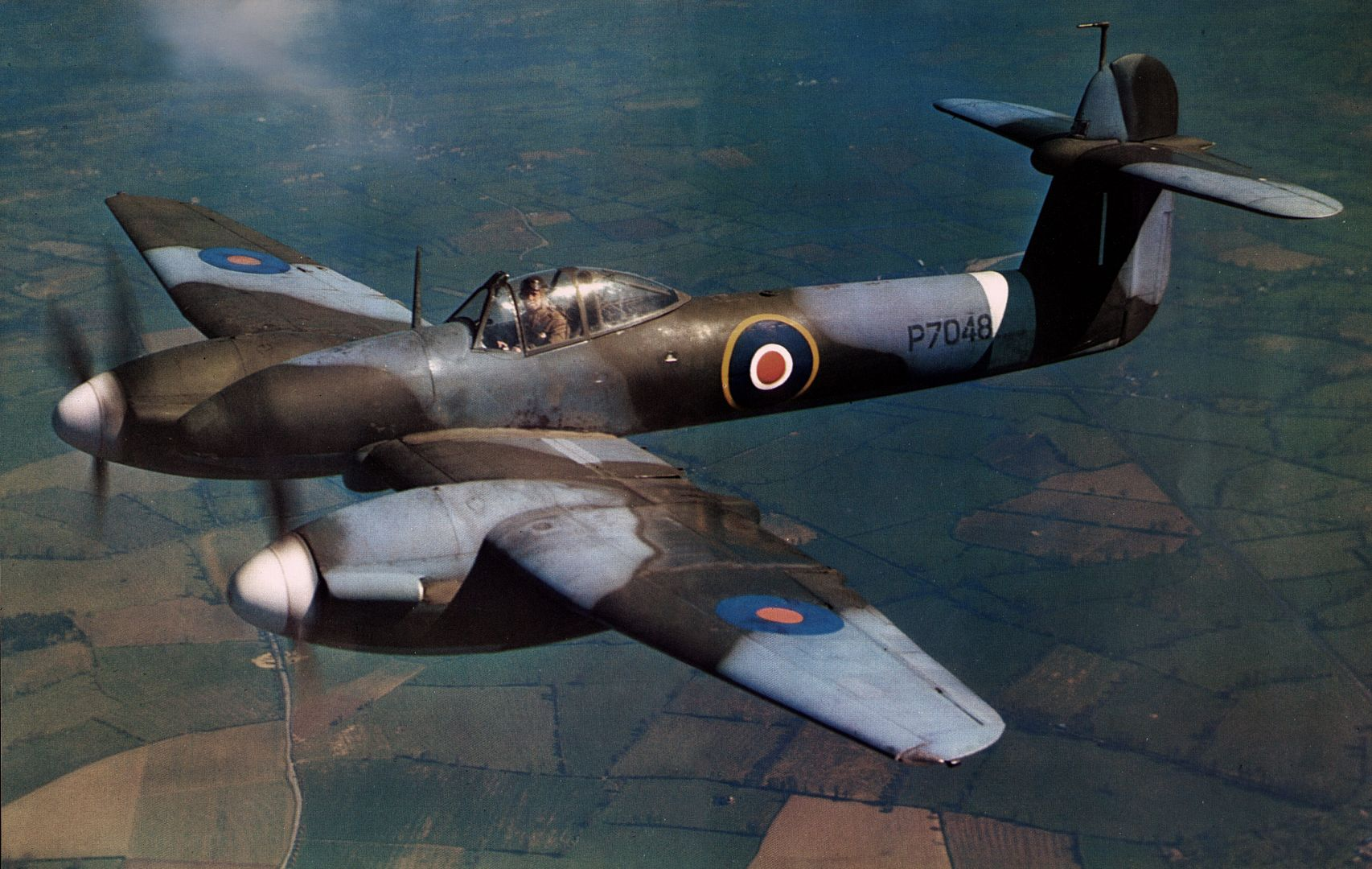
Westland Whirlwind

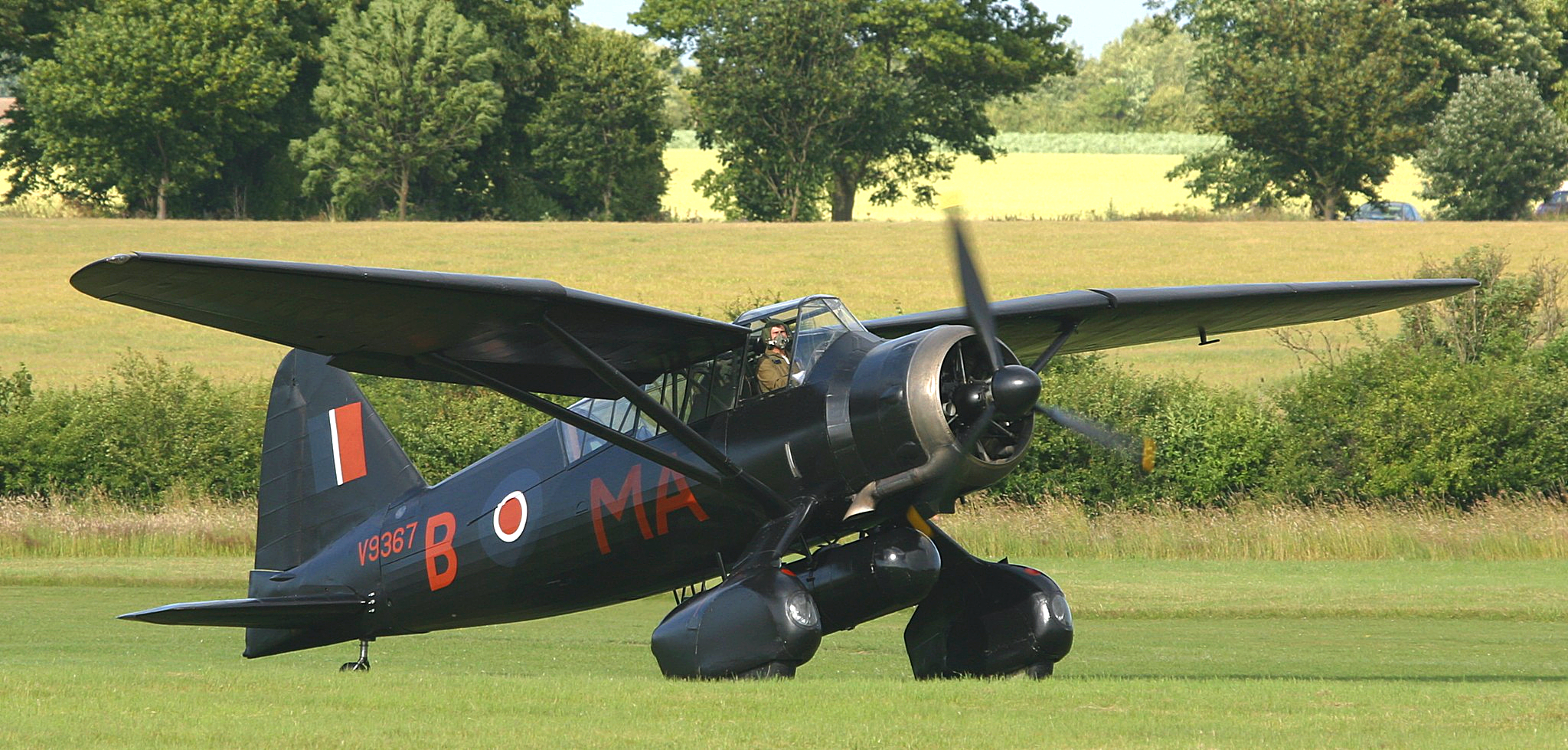
Westland Lysander

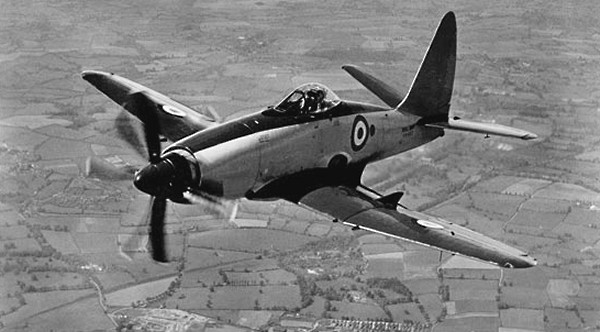
Westland Wyvern

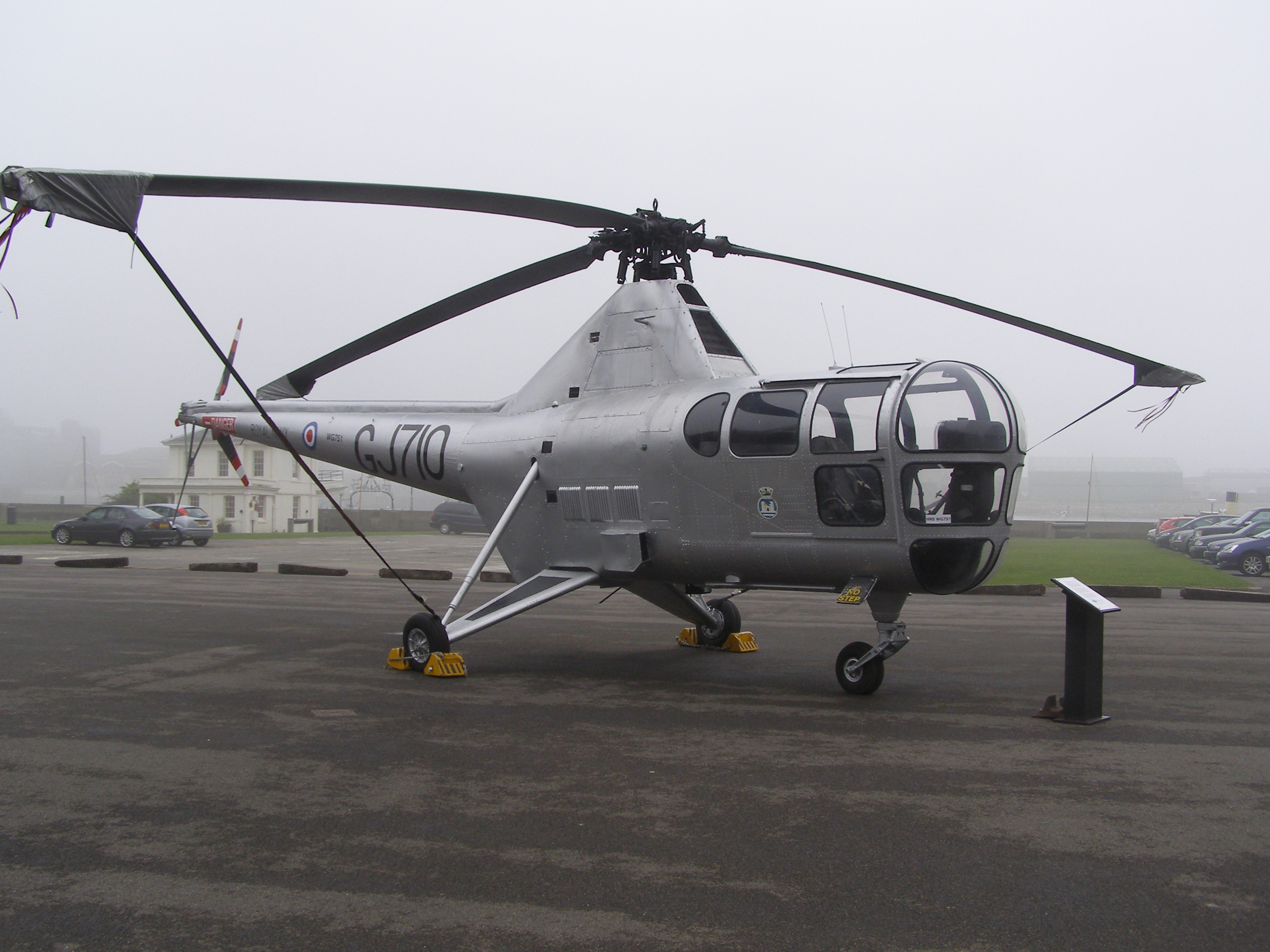
Westland WS-51 Dragonfly

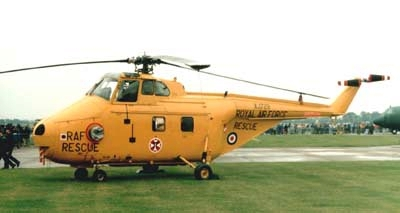
Westland Whirlwind

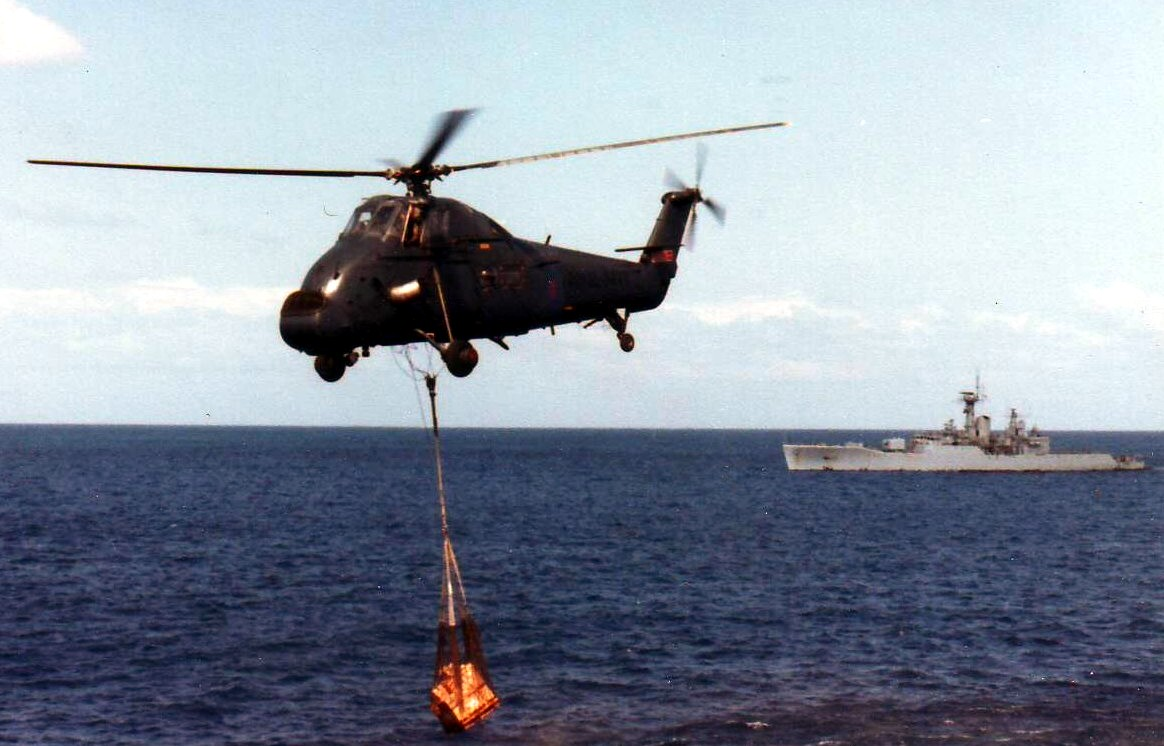
Westland Wessex

Westland Aircraft – brytyjska wytwórnia lotnicza założona w 1915 roku pod nazwą Westland Aircraft Works a od 1935 roku funkcjonująca jako Westland Aircraft. W 1961 roku po połączeniu z innymi brytyjskimi wytwórniami lotniczymi firma przekształciła się w Westland Helicopters, stając się jednym z większych producentów śmigłowców na świecie.

## Historia

### Początki
Pod koniec XIX wieku w mieście Yeovil bracia Percival i Ernest Petter rozbudowali swoją rodzinną kuźnie tworząc warsztaty naprawcze maszyn rolniczych a z czasem zajmując się samodzielnie ich produkcją. Poza samymi maszynami w warsztatach znanych wówczas jako Petters Limited rozpoczęto również budowę silników spalinowych własnej konstrukcji. Okazały się one na tyle udane, że dzięki wzrostowi zamówień firma prosperowała a w 1913 roku została rozbudowana. Po wybuchu I wojny światowej firma zaoferowała swoje moce produkcyjne rządowi brytyjskiemu. Oferta została przyjęta a brytyjska Admiralicja zaproponowała budowę wodnosamolotu Short Type 184. Jako że Petters Limited nie miała żadnego doświadczenia w budowie samolotów, wysłała swoich przedstawicieli do wytwórni Short Brothers aby zdobyć niezbędną wiedzę. Rada nadzorcza Petters Limited zasugerowała aby nowa jednostka odpowiedzialna za budowę samolotów została wydzielona z macierzystej firmy stając się niezależnym podmiotem gospodarczym. Tak też uczyniono i w kwietniu 1915 roku narodził się Westland Aircraft Works. Pierwszy zbudowany przez nową wytwórnie samolot Short Type 184 ukończono w grudniu 1915 roku.

### Westland Aircraft Works
Skromne początki nie zapowiadały ogromnego sukcesu. Niemająca doświadczenia firma do zakończenia I wojny wybudowała ponad 1000 samolotów. Nie były to oczywiście własne konstrukcje, ale maszyny licencyjne. Wśród nich znalazł się Short Type 184, Short Type 166, Sopwith 1½ Strutter, Airco DH.4, Airco DH.9, Vickers Vimy. W 1916 firma dorobiła się własnego lotniska. Pod koniec wojny pojawiło się pierwsze zlecenie nie oparte na licencji. Firma miała przystosować samolot DH.9A do napędu amerykańskim silnikiem Liberty w miejsce oryginalnej jednostki brytyjskiej. Pierwszą samodzielnie skonstruowaną maszyną był myśliwski wodnosamolot Westland N.1B, który do swojego pierwszego lotu wzbił się w 1917 roku. Rok później powstał kolejny myśliwiec Westland Wagtail a w 1925 Westland Weasel. Obydwie maszyny nie odniosły sukcesu rynkowego. Poza maszynami wojskowymi firma starała się również wejść na rynek cywilny. W 1920 roku pojawił się czteromiejscowy Westland Limousine, a w 1924 roku Westland Woodpigeon. Obydwa samoloty niestety również zostały wybudowane w niewielkiej liczbie. Pierwszą masowo budowaną konstrukcją został wielozadaniowy Westland Wapiti, który został przyjęty na uzbrojenie Royal Air Force w 1928 roku, w celu zastąpienia maszyn Airco DH.9A. Wybudowano ponad pół tysiąca sztuk samolotu. Również masowo (ponad 150 egzemplarzy) produkowany był kolejny samolot przeznaczony dla RAF, Westland Wallace. W 1933 roku samolot został pierwszą maszyną, która przeleciała nad szczytem Mount Everest. W 1936 roku do swojego pierwszego lotu wzbił się samolot, który na trwale stał się symbolem firmy Westland Aircraft, rozpoznawczy Westland Lysander. Do 1942 roku wyprodukowano ponad 1700 tego typu maszyn. W 1938 roku wybudowano pierwszy dwusilnikowy samolot myśliwski w lotnictwie brytyjskim, Westland Whirlwind. W 1935 roku firma wyodrębniła część odpowiedzialną za budowę samolotów od części zajmującej się silnikami tworząc Westland Aircraft Limited.

### II wojna światowa
Podczas wojny głównym zajęciem Westland Aircraft była licencyjna produkcja samolotów Supermarine Spitfire i Supermarine Seafire oraz bieżąca budowa Lysanderów i Whirlwindów. Westland zaprojektował i zbudował również ciężki, dwusilnikowy myśliwiec wysokościowy, Westland Welkin. Maszyna miała za zadanie chronić brytyjskie niebo przed spodziewanymi nalotami niemieckich bombowców stratosferycznych, które jednak nigdy nie doszły do skutku. Obok własnych projektów, budowano również samoloty innych producentów. Po zbombardowaniu w 1940 roku przez niemiecką Luftwaffe zakładów Supermarine w Southampton, to do zakładów Westlanda przeniesiono dużą część produkcji Supermarine Spitfire i Supermarine Seafire i warsztaty naprawcze obydwu typów.

### Okres powojenny

#### Śmigłowce
Zakończenie wojny oznaczało dla firmy koniec rządowych zamówień na wielkoseryjne maszyny bojowe. W zaistniałej sytuacji, nie mając dużego doświadczenia ani skucesów rynkowych w konstrukcji i produkcji samolotów cywilnych, w 1946 roku firma postanowiła wejść na zupełnie nowy rynek latających maszyn, śmigłowców. Jednak aby nie tracić czasu na mozolne prace konstrukcyjne nad własną maszyną, zakupiono licencje na budowę amerykańskiego śmigłowca Sikorsky S-51. W 1947 dostarczono dokumentację techniczną i rozpoczęły się prace adaptacyjne, brytyjski odpowiednik w dość znacznym stopniu różnił się od swojego amerykańskiego protoplasty, począwszy od nowego napędu a skończywszy na pojedynczych częściach. 5 października 1948 roku do swojego dziewiczego lotu wzbił się Westland WS-51 Dragonfly, który wszedł do służby w Royal Air Force i Royal Navy w 1950 roku. Tak rozpoczęła się era śmigłowców w firmie Westland. Tuż po wojnie zbudowano również ostatni samolot w dziejach firmy, pokładowy Westland Wyvern. Po nim jedynymi projektowanymi i budowanymi maszynami były już tylko śmigłowce. Pierwszą własną konstrukcją tego typu była daleko posunięta modyfikacja WS-51, maszyna Westland Widgeon, która jednak nie cieszyła się dużym zainteresowaniem i wybudowano zaledwie 15 egzemplarzy. Prawdziwym sukcesem była kolejna licencyjna produkcja, śmigłowiec Westland Whirlwind, czyli amerykański Sikorsky H-19 Chickasaw. Wybudowano około 400 egzemplarzy. Whirlwind stał się pierwszym brytyjskim śmigłowcem, służącym do przewozu członków rodziny królewskiej, pierwszym śmigłowcem przystosowanym do zwalczania okrętów podwodnych w Royal Navy, pierwszym uzbrojonym śmigłowcem wsparcia i pierwszym wykorzystanym bojowo podczas kryzysu sueskiego. W 1958 roku w powietrze wzbiła się kolejna samodzielna konstrukcja firmy, Westland Westminster. Był to duży transportowy śmigłowiec, w którym wykorzystano licencyjny układ wirnika głównego, przekładni i śmigła ogonowego. Maszyna powstała jako całkowicie wewnętrzna inicjatywa wytwórni. Niestety po wybudowaniu zaledwie dwóch egzemplarzy prototypowych cały program został anulowany. Nie była to duża strata dla Westlanda, jako że w tym samym czasie firma przygotowywała się do wdrożenia do produkcji kolejnego licencyjnego śmigłowca, maszyny Westland Wessex. Podobnie jak w przypadku S-51 i tu również wprowadzono na tyle dużo zmian w porównaniu z amerykańskim odpowiednikiem, maszyną Sikorsky H-34 Choctaw, że był to praktycznie nowy śmigłowiec. Była to pierwsza konstrukcja Westlanda z silnikiem turbowałowym (H-34 napędzany był jednostką tłokową). Wybudowano prawie 400 egzemplarzy, a ostatnie z nich wycofano ze służby już w XXI wieku.

#### Konsolidacja
4 kwietnia 1957 roku, Duncan Sandys, minister obrony w rządzie Harolda Macmillana ogłosił białą księgę (Defence White Paper), raport, w którym nakreślił przyszłość lotnictwa bojowego. Prognozując, iż to pociski rakietowe będą dominującą bronią na polu walki a w związku z tym klasyczne samoloty bojowe stracą swoją rację bytu. Konsekwencje raportu był dla brytyjskiego przemysłu lotniczego katastrofalne, wstrzymano finansowanie wielu projektów. Jedną z konsekwencji raportu była konsolidacja firm "śmigłowcowych" (lub działów zajmujących się ich projektowaniem i produkcją) pod jednym szyldem, Westlanda. W ten sposób w 1959 roku firma przejęła Saunders-Roe, dział zajmujący się śmigłowcami wytwórni Bristol Aeroplane Company i na początku 1960 roku wytwórnię Fairey. Efektem połączenia pod jednym szyldem było powołanie do życia w 1961 roku nowej firmy, znanej jako Westland Helicopters.